# Mathilde Arnemann
Mathilde Arnemann (* 26. März 1809 als Mathilde Stammann in Hamburg; † 21. August 1896 ebenda) war eine deutsche Mäzenin.

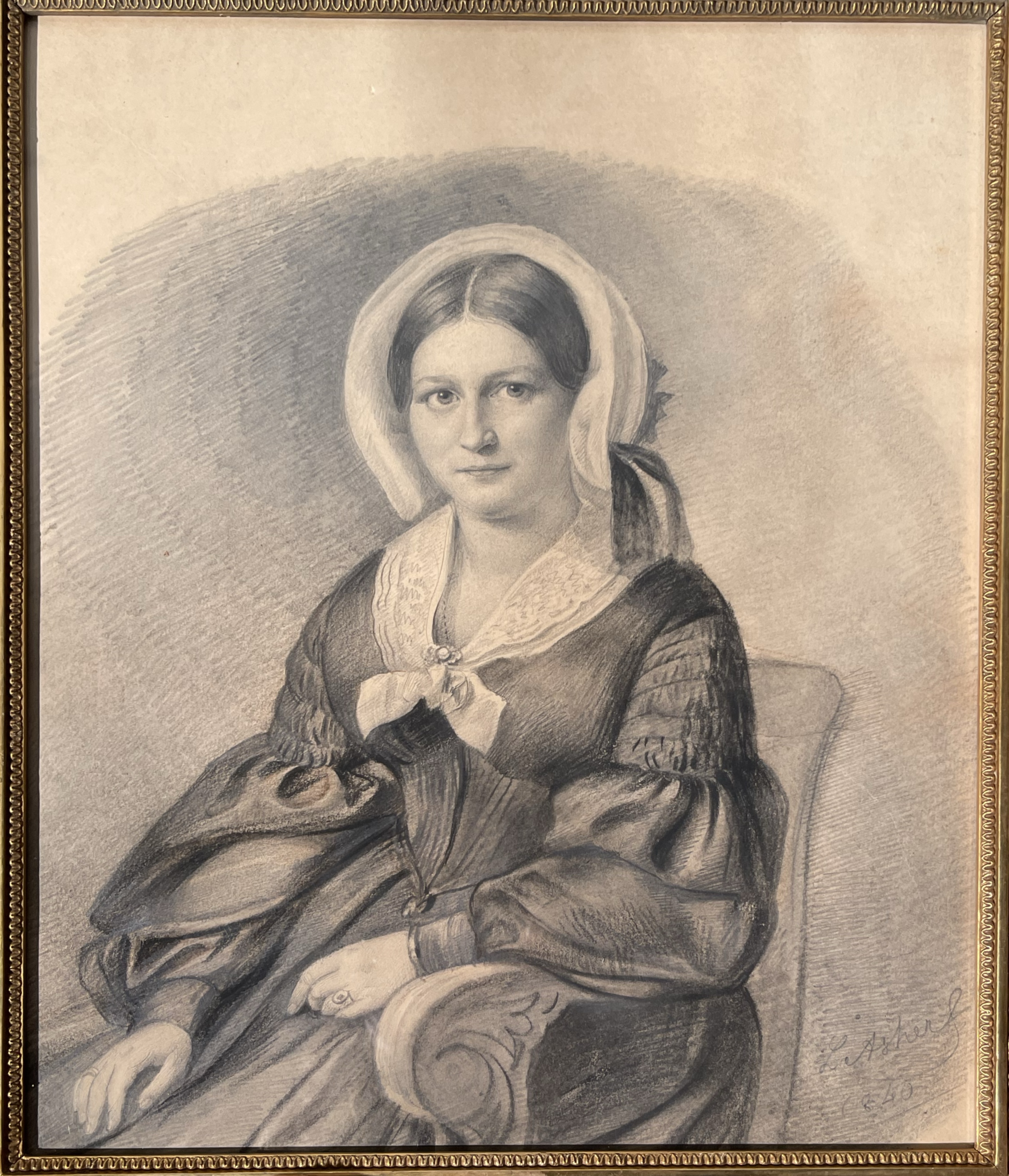
Mathilda Arnemann (Zeichnung von Louis Asher (1840))

## Leben und Wirken
Mathilde Arnemann war die Tochter des Hamburger Ratszimmermeisters Johann Christoph Stammann. Mit 20 Jahren heiratete sie Carl Theodor Arnemann aus Altona. Der früh verwitwete Kaufmann hatte eine Tochter aus erster Ehe. Das Ehepaar Arnemann bekam sechs Söhne. Carl Theodor Arnemann erlangte durch den Handel mit Hölzern aus Norwegen großen Reichtum. Daher unterhielt er ein Haus an der Palmaille und ein ländliches Anwesen in Niendorf. Hier trafen sich von Arnemann geförderte Künstler wie Bertel Thorvaldsen, Felix Mendelssohn Bartholdy oder die Sängerin Jenny Lind. Arnemann unterstützte auch den Herzog von Augustenburg, den er in Finanzfragen beriet. Aufgrund der Erbansprüche des Herzogs auf Holstein wurde das Ehepaar Arnemann in die Deutsch-Dänischen Kriege verwickelt. Mathilde Arnemann, die der patriotischen Grundhaltung ihres Mannes folgte, leistete Verwundeten Hilfe. Sie organisierte Lazarette und organisierte Hilfe für notleidende Einwohner Schleswig-Holsteins. Auch während der kriegerischen Auseinandersetzungen von 1866 und 1870/71 engagierte sie sich.
Carl Theodor Arnemann, der große Teile seines Vermögens verloren hatte, starb am 5. Mai 1866 in Berchtesgaden. Mathilde Arnemann trat weiterhin als Wohltäterin in Erscheinung. Sie besuchte jährlich Karlsbad zu Kuraufenthalten. Da sie von der positiven Wirkung der Behandlungen überzeugt war, gründete sie dort die Elisabeth-Rosen-Stiftung, die armen Frauen Kuren ermöglichen sollte. Da Arnemann gesunde Lebensformen bevorzugte, entwarf sie weit geschnittene Kleider, die im Gegensatz zur beengten Mode der Zeit standen. In Altona und Eisenach rief sie Nähschulen ins Leben, die Frauen Hilfe zur Selbsthilfe geben sollten. Arnemann, die Ideen der Frauenbewegung ablehnte, trat nie in Vereine ein und engagierte sich auch nicht in der Berufspolitik.
Das Grab von Mathilde Arnemann ist im Museumsbereich 1 auf dem Nienstedtener Friedhof zu finden.

## Ehrungen
An Mathilde Arnemann erinnert seit 1930 der Arnemannweg in Barmbek. Seit 1897 ist ihr Porträt an einer Säule in der Eingangshalle des Hamburger Rathauses zu finden.